# Alexandr Paukayev
Alexandr Paukayev –en ucraniano, Александр Паукаев– es un deportista ucraniano que compitió en escalada. Ganó una medalla de plata en el Campeonato Europeo de Escalada de 1998, en la prueba de velocidad.

## Palmarés internacional
| Campeonato Europeo | Campeonato Europeo   | Campeonato Europeo | Campeonato Europeo |
| Año                | Lugar                | Medalla            | Prueba             |
| ------------------ | -------------------- | ------------------ | ------------------ |
| 1998               | Núremberg (Alemania) | Medalla de plata   | Velocidad          |